# 후 아 유 (영화)
"후아유(Who Are U?)"는 2002년 5월에 개봉한 조승우, 이나영 주연의 한국 청춘 영화이다.
1998년 "바이, 준"으로 감독데뷔한 최호 감독의 작품이며 2002년 개봉당시에는 흥행에 성공하지는 못했으나, 이후 조승우와 이나영의 배우들의 재발견을 통해 다시 관심을 끌게 되었다.

## 캐스팅
- 조승우 : 지형태 역
- 이나영 : 서인주 역
- 이장원 : 김남훈 역
- 조은지 : 최보영 역
- 배해선 : 수현 역
- 김상원 : 샤샤 역
- 강인기 : 팀장 역
- 김광일 : 상훈 역
- 김선화 : 슬픈 고양이 역
- 전익령 : 오아시스 역
- 라기정 : 버거킹 여자 역
- 정정희 : 인주 엄마 역
- 안민정 : 버거킹 여자 꼬마 역
- 강용호 : BMX Rider 역
- 권동경 : BMX Rider 역
- 정명환 : BMX Rider 역
- 한국 한성화교 중고등학교 학생들 : 중국학생관광단 역
- 연세대 농구동아리 '공과 오랜 친구들' : 농구하던 무리 역
- 조성환 : 이장원 오토바이 대역
- 김남훈 : 이장원 오토바이 대역
- 강수아 : Air Bike 회원 역
- 고일신 : Air Bike 회원 역
- 김학범 : Air Bike 회원 역
- 김희엽 : Air Bike 회원 역
- 정종필 : Air Bike 회원 역
- 조원기 : Air Bike 회원 역
- 최성수 : Air Bike 회원 역
- 최준영 : Air Bike 회원 역
- 신용욱 : 직원 남 1 역
- 이석호 : 직원 남 2 역
- 이동준 : 직원 남 3 역
- 방성창 : 직원 남 4 역
- 조민상 : 직원 남 5 역
- 김재철 : 직원 남 6 역
- 우상권 : 직원 남 7 역
- 곽성현 : 직원 남 9 역
- 황재하 : 직원 남 10 역
- 강부성 : 직원 남 11 역
- 이욱 : 직원 남 12 역
- 김재식 : 직원 남 13 역
- 박지의 : 직원 녀 1 역
- 이혜승 : 직원 녀 2 역
- 오지원 : 직원 녀 3 역
- 김아름 : 직원 녀 4 역
- 강혜련 : 막내 역
- 박찬유 : 동료 녀 1 역
- 김민아 : 동료 녀 2 역
- 정태영 : 동료 남 역
- 박진우 : 회원 남 1 역
- 진홍기 : 회원 남 2 역
- 윤여생 : 회원 남 3 역
- 이민제 : 회원 남 4 역
- 이형립 : 회원 남 5 역
- 황효은 : 회원 녀 1 역
- 류희영 : 회원 녀 2 역
- 박해일 : 사진 속 인물 역 (우정출연)
- 정일훈 (우정출연)

## 시놉시스
63빌딩에서 게임개발자로 일하는 '형태'(조승우 분)와 수족관 다이버로 일하는 '인주'(이나영 분)은 서로 다른 시간과 일상을 보내고 있다. 그들이 공유하는 것은 오로지 63빌딩이라는 물리적 공간과 사이버온라인게임인 '후아유'의 가상현실의 공간이다. 서로 다른 공간에서 서로 다른 인격체를 보이는 형태와는 달리 과거의 아픔을 간직한 인주는 가상현실속의 '멜로'라는 친구를 통해 자신의 아픔을 치유하려고 노력하는 순수한 성격을 가지고 있다. 아픔을 가진 채 살아가는 인주에 묘한 매력과 동시에 연민을 느낀 형태는 가상현실에서 나와 실제의 공간에서 인주를 만나려고 하지만...

## 영화 중 인용된 곡들

### 삽입음악
- 차우차우 : 아무리 애를 쓰고 막아보려 해도 너의 목소리가 들려 (델리스파이스의 정규앨범 1집)
- Love Virus (롤러코스터의 정규앨범 2집)

### 조승우가 부른 곡
- 짝사랑 (긱스의 정규앨범 2집)